# Clava Cairn

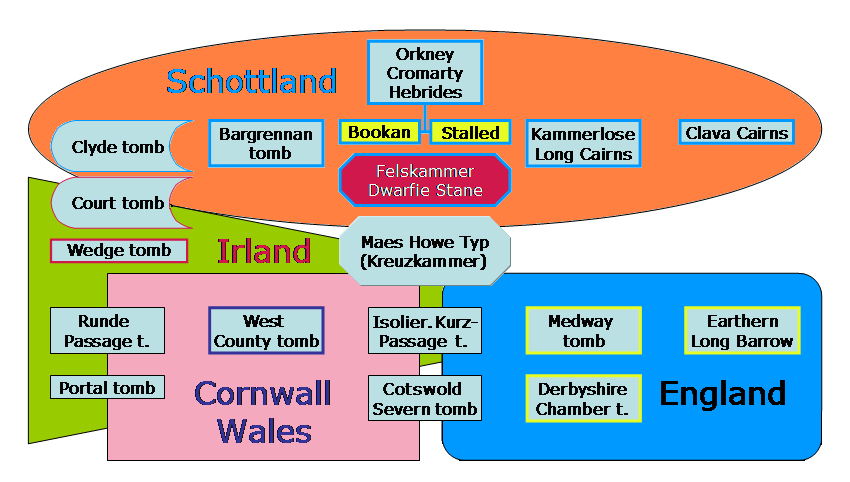
Britische Megalithik

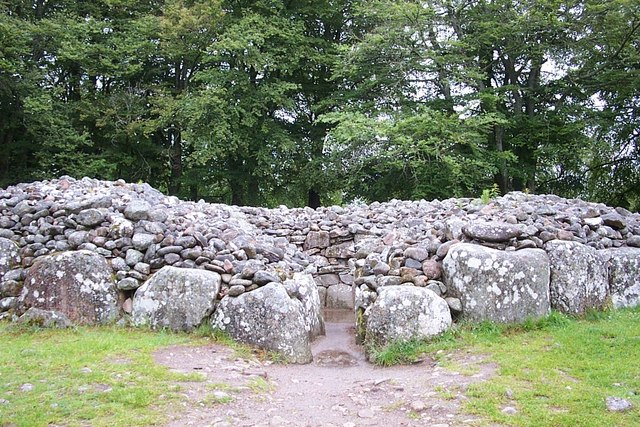
Blick auf den Zugang

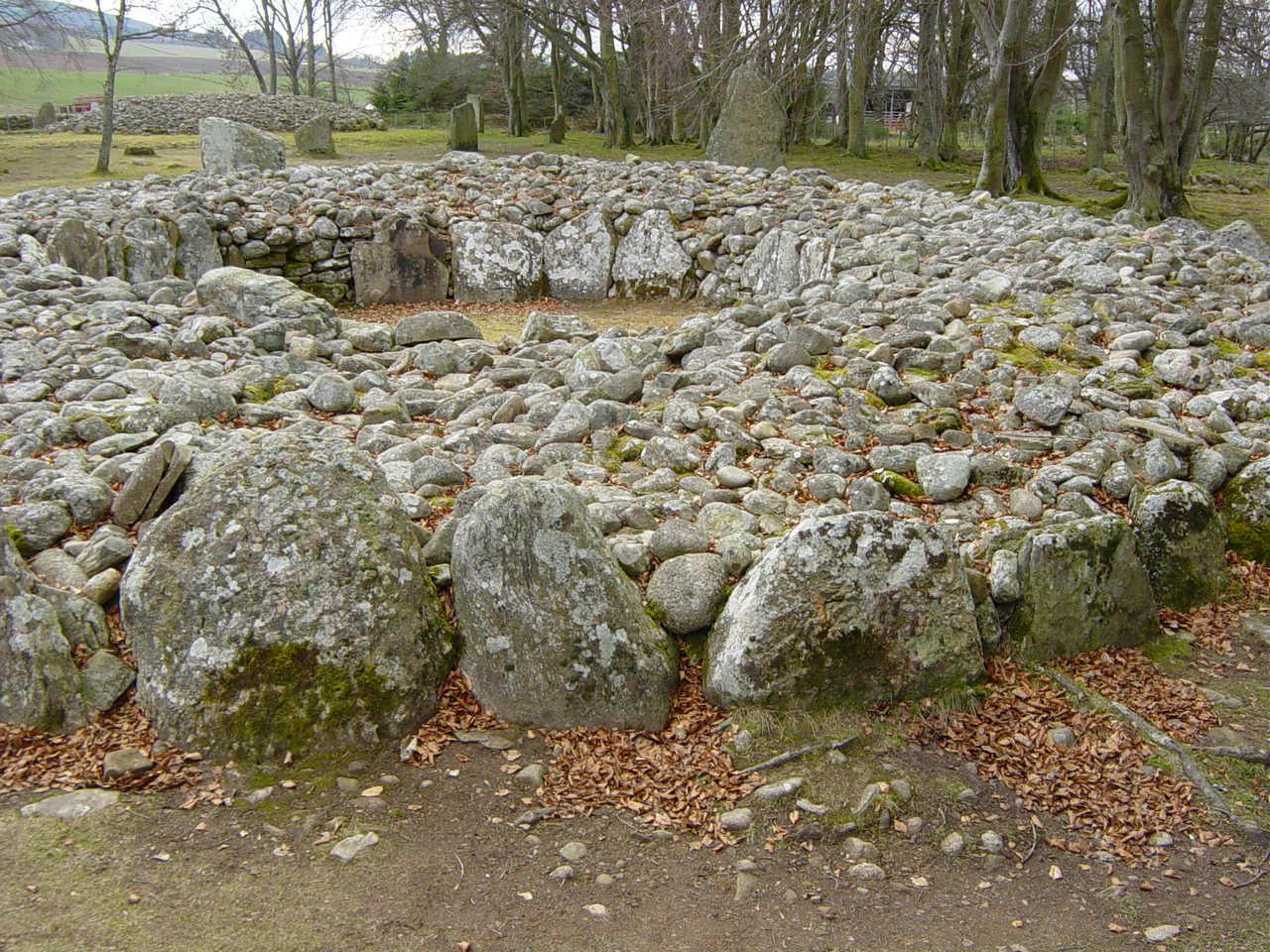
Clava Cairn; vom eponymen Standort

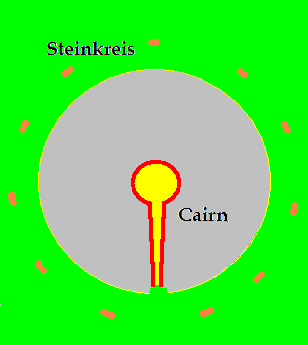
Schema der Clava Cairns

Als Clava Cairn (oder Clava tomb) bezeichnet die Ur- und Frühgeschichte eine lokal begrenzte Bauform megalithischer Grabanlagen des Endneolithikum in Schottland. Die Gräber dieser lokalen Gruppe von Ganggräbern im Süden des Moray Firth wurden mit Steinhügeln (Cairns) erbaut und von freistehenden Steinkreisen umgeben, einige der Megalithen der Grabanlage können sogenannte Cup-and-Ring-Markierungen (Schälchen) tragen. Zwölf der etwa 50 artifiziellen Rundhügel liegen in Inverness-shire. Die bekanntesten und namengebenden sind die drei von Balnuaran of Clava, östlich von Inverness. Ein verirrtes Phänomen stellt der Cairn von Carmahome auf der Isle of Arran dar.
Innerhalb eines Kreises aus megalithischen Randsteinen wurde der Hügel aus Schotter ausgeführt, der an den Grundriss späterer Breochs erinnert. Im Inneren befindet sich die mittels Megalithen gebildete runde Kammer, zu der ein gefasster Gang führt. Regelmäßig sind Clava Cairns von einem äußeren Steinkreis umgeben, der den Cairn in 10–15 Metern Abstand umgibt. Die in der Höhe abgestuften Steine dieses aus relativ wenigen Steinen gebildeten Kreises haben ihre größte Höhe gegenüber dem Zugang zum Cairn, der nach Südwesten zeigt. Diese Merkmale erscheinen auch bei den bronzezeitlichen Ring Cairns, die im gleichen Gebiet vorkommen. Daher wird angenommen, dass die strukturelle Ähnlichkeit auf eine zeitnahe Entstehung verweist. Ein weiterer Kontext besteht mit den Steinkreisen am River Dee, die ebenfalls in der Höhe abgestuft sind. 
Die Steinhügel der Balnuaran of Clava sind flach und die Gänge daher, anders als beim Corrimony Cairn, ungedeckt. Corrimony ist ein gut erhaltenes Exemplar, in einem Kreis aus elf Menhiren, der bei Cannich einige km westlich des Loch Ness liegt. Hier findet sich auch ein Stein mit Cup-and-Ring-Markierungen. Einige der Steine auf dem Gelände bei Clava in Lagmore West und beim Cairn von Gask sind ebenfalls mit Schälchen versehen. Avielochan, etwa 17 Kilometer nordöstlich von Grantown-on-Spey (Morayshire) und "Cairn Urnan", nordöstlich von Muir of Ord sind wegen des Bewuchses schlechter erkennbare Exemplare des Clava-Typs. Die Clava Cairn gehören dem National Trust for Scotland.